# رود باين
رود باين (بالإنجليزية: Rod Payne)‏ هو لاعب كرة قدم أمريكية أمريكي، ولد في 14 يونيو 1974 في ميامي في الولايات المتحدة.